# Шварц Павло Фрідріхович
Павло (Пауль) Фрідріхович (Федорович) Шварц (нар. 27 листопада (9 грудня) 1875, Одеса — 21 квітня 1934, Одеса) — український графік і художник театру.

## Біографія
Народився 9 грудня 1875 року в Одесі. Закінчив одеську Рішельєвську гімназію. У 1895—1899 роках навчався на юридичному факультеті Новоросійського університету в Одесі. У 1902 році виїхав до Парижа, де протягом двох років займався в академії Вітті.
У 1905, 1911—1919 роках брав участь у виставках Товариства південноросійських художників (з 1916 року його член). Також брав участь у виставці-лотереї 1914 року й виставці Товариства південноросійських художників — «Незалежних» 1918 року. Відомо, що художник Шварц був автором книжкових знаків. У колекції А.А. Дроздовського є екслібрис, який належав книгам начальника юридичної служби РОПіТ Миколі Миколайовичу Вусковичу. За відомостями краєзнавця С.З.Лущика, які він одержав від сина Вусковича, кольоровий екслібрис виконаний художником Шварцем на початку 20 століття.Також митець ілюстрував книги. У фондах Одеського літературного музею зберігається ілюстрація повісті М. Лєскова «Лівша».
29 квітня (12 травня) 1905 року П.Ф. Шварц одружився з дочкою підполковника 58-го Празького полку Семена Яковича Єльчанінова Оленою.
У 1921 році працював художником в 1-му Одеському територіальному батальйоному окрузі. У 1922 році виступив одним із засновників Художнього товариства імені К. К. Костанді і протягом п'яти років, з 1925 року, експонувався на всіх щорічних осінніх виставках об'єднання.

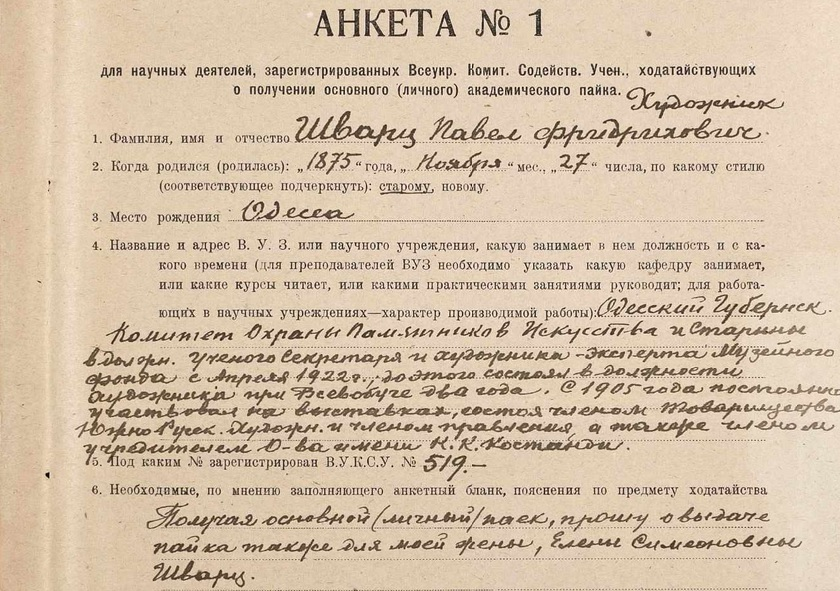
ЦДАВО, ф.331. о.2, с.9. л.250.

З 1923 по 1934 рік був вченим секретарем і експертом музейного фонду в Одесі. У 1923—1925 роках — художник на сільськогосподарській дослідній станції. Наступним місцем його роботи стає Одеський оперний театр, де він оформляв декорації та костюми до спектаклів “Аїда”, “Дон Карлос”, “Самодури”, "Кармен", "Лоенгрін". Режисер Микола Миколайович Боголюбов, який ставив у 1933 році "Лоенгріна", згадував: "Для постановки я запросив одного з найкращих одеських художників П.Ф.Шварца, чудового знавця епохи, постановка вийшла чудова..." У 1926 році художник бере активну участь у відновленні театру після пожежі 1925 року. П.Ф. Шварц, разом з художниками Ф.Ф.Федоровським та В.В. Дмитрієвим, створював нові декорації майже до всіх спектаклів.
Помер в Одесі 21 квітня 1934 рокувід туберкульозу легень. Похований на Другому християнському кладовищі.

## Творчість
Виконав етюди, композиції за мотивами казок «Тисяча і одна ніч», грецького епосу. У 1926—1933 роках брав участь у відновленні Одеського оперного театру, після пожежі 1925 року. Автор декорацій і костюмів до вистав:
- «Аїда», «Дон Карлос» Джузеппе Верді;
- «Лоенгрін» Р. Вагнера;
- «Кармен» Ж. Бізе;
- «Самодури» Карло Ґольдоні.

## Коментар
1. ↑  В «Словнику художників України» і в «Митцях України» дата народження вказана 27 листопада 1879 року.